# Раскрывающийся мост
Раскрывающийся мост — основная разновидность разводных мостов. Подвижный пролёт (он может быть либо один, либо два на разных берегах) поднимается вокруг поперечной оси. Чтобы уменьшить энергозатраты на подъём, пролёт снабжён противовесом. Противовес может быть как выше, так и ниже полотна.
Крупные раскрывающиеся мосты стали строить в середине XIX века. В 1894 году построен Тауэрский мост — наиболее известный из мостов такого типа.

## Достоинства
- Расходует достаточно мало энергии.
- Быстро разводится.
- Способен пропускать крупные парусные суда — высота судна ничем не ограничивается.
- Держит тяжёлую технику вплоть до поездов.
- Хорошо сочетается с панорамой большого города.

## Недостатки
- Требуются противовесы.
- Невозможен в стеснённых условиях[прояснить].

## Вариации

### Откатно-раскрывающийся (мост Шерцера)
Из-за некрасивого вида применяется в крайних случаях, когда геологические условия не дают строить большие «быки». Например, французский мост Пегас был построен на низинной реке, и расстояние от полотна до воды — всего около 3 м, а при постройке Шиженского железнодорожного моста (Россия, Беломорканал) скальный грунт не позволял пробурить достаточно скважин для сооружения мощных опор.

#### Достоинства
- Автоматически уравновешивается так, что в сведённом виде перевешивает пролёт, а в разведённом — противовес.
- Держит тяжёлую технику вплоть до поездов.

#### Недостатки
- Сложно сделать двукрылым.
- Невозможен в стеснённых условиях.
- Для пропуска крупных парусных судов нужен большой угол раскрытия.

### Система Ралля
В системе Ралля пролёты разводного моста не только поворачиваются вокруг горизонтальной оси, но и несколько раздвигаются в стороны. Это позволяет увеличить эффективную ширину прохода судов под мостом. Пролёт моста соединён с устоем тягой, закреплённой на шарнирах; при этом в центре масс пролёта и противовеса расположены катки на оси, перемещающиеся по горизонтальной балке для того, чтобы пролёт мог, поворачиваясь, отъезжать в сторону берега.